# Reece Ritchie
Reece Ritchie est un acteur britannique né le 23 juillet 1986 à Lowestoft.

## Filmographie sélective

### Cinéma
- 2009 : 10 000 de Roland Emmerich : Moha
- 2009 : Lovely Bones de Peter Jackson : Ray Singh
- 2010 : Prince of Persia : Les Sables du Temps de Mike Newell : Bis
- 2012 : All in Good Time de Nigel Cole : Atul
- 2014 : Desert Dancer de Richard Raymond : Afshin Ghaffarian (en)
- 2014 : Hercule (Hercules) de Brett Ratner : Iolaos

### Télévision
- 2010 : Pete Versus Life : Ollie
- 2011 : Atlantis: End of a World, Birth of a Legend de Tony Mitchell (en) : Yishharu
- 2012 : White Heat : Jay
- 2014 : Hieroglyph de Miguel Sapochnik : Shai
- 2019-2021 : The Outpost : Zed (34 épisodes)
- 2023 : The Ark : Lt. Spencer Lane

## Théâtre
- 2010 : Le Songe d'une nuit d'été de William Shakespeare (mise en scène de Peter Hall) : Puck